# Ensemble complet d'observables qui commutent
En mécanique quantique, un ensemble complet d'observables qui commutent, fréquemment abrégé ECOC, est un ensemble d'observables qui réunissent les deux conditions suivantes :
1. elles commutent deux à deux ;
2. il existe une unique base orthonormée de vecteurs propres communs à toutes les observables. C'est en ce sens que l'ensemble est dit complet.

Par exemple, dans le cas de l'atome d'hydrogène, le Hamiltonien {\displaystyle {\hat {H}}}, le carré de la norme du moment angulaire {\displaystyle {\hat {\vec {L}}}^{2}} et sa projection {\displaystyle {\hat {L_{z}}}} sur un axe arbitraire z forment un ECOC (si on ignore le spin du proton et de l'électron ainsi que le mouvement du centre de masse de l'atome).
Puisque les observables commutent entre elles, elles sont compatibles, c'est-à-dire que la mesure de l'une des observables n'aura aucune influence sur les résultats de mesure d'une autre observable de l'ECOC. On n'a donc pas à préciser l'ordre des mesures des différentes observables de l'ECOC. Comme l'ensemble d'observable est d'autre part supposé complet, on peut réaliser une mesure complète, c'est-à-dire de l'ensemble des observables de l'ensemble, ce qui projettera l'état du système sur un vecteur unique et connu – grâce aux résultats de mesure – de la base. La notion d'ECOC et de mesure complète est donc utile lors de la préparation d'un état quantique bien déterminé.
De plus, les états faisant partie de la base de l'ECOC sont complètement caractérisés par la donnée de leurs valeurs propres {\displaystyle \lambda _{1}}, {\displaystyle \lambda _{2}}, ..., associées à chacun des observables {\displaystyle O_{1}}, {\displaystyle O_{2}}, ... de l'ECOC. Pour reprendre l'exemple de l'atome d'hydrogène ci-dessus, les états de la base sont notés par leurs nombres quantiques {\displaystyle |n,l,m\rangle }, sans que la fonction d'onde ou l'orbitale atomique correspondante n'apparaisse explicitement.